# Польотненське сільське поселення
Польо́тненське сільське поселення (рос. Полётненское сельское поселение) — сільське поселення у складі району імені Лазо Хабаровського краю Росії.
Адміністративний центр — село Польотне.

## Населення
Населення сільського поселення становить 1448 осіб (2019; 1569 у 2010, 1662 у 2002).

## Склад
До складу сільського поселення входять:
| Населений пункт | Населення, осіб (2002) | Населення, осіб (2010) |
| --------------- | ---------------------- | ---------------------- |
| Петровичі, село | 310                    | 285                    |
| Польотне, село  | 1187                   | 1156                   |
| Прудки, село    | 165                    | 128                    |